# Sid Caesar
Isaac Sidney Caesar (Yonkers, 8 de septiembre de 1922-Beverly Hills, 12 de febrero de 2014) fue un comediante, actor, músico y escritor estadounidense, una de las estrellas de la edad de oro de la televisión en vivo de los años 1950. Más conocido como el hombre líder de la serie de televisión Your Show of Shows, y para las generaciones más jóvenes como el personaje del entrenador Calhoun en las películas Grease y Grease 2.

## Biografía
Hijo de Max e Ida Raffel Caesar, propietarios de un restaurante en Yonkers. Sid debió ayudar a sus padres atendiendo las mesas, y de esa manera aprendió de primera mano la variedad de dialectos y acentos que imitaría a través de su larga carrera como comediante.
Después de la graduación de secundaria, Sid planificó una carrera de músico tocando el saxofón y el clarinete siendo lo suficientemente bueno para estudiar en la famosa escuela de música Juillard de Manhattan. A la edad de diecisiete años se unió a la guardia costera de los Estados Unidos. Mantuvo su amor por la música tocando el saxofón en espectáculos y entretenimientos militares. Su habilidad para los chascarrillos, sin embargo, obtenía mayores aplausos que los números musicales y el productor de los espectáculos lo convenció para hacer chistes entre sus números. Después de dejar la guardia costera, Sid pronto obtuvo una reputación como un músico talentoso y comediante y comenzó a tocar en el Borscht Belt en las montañas Catskill, con las orquestas de Benny Goodman, Shep Fields, y Claude Thornhill.

## Trayectoria
Poco después de llegar a Los Ángeles, Sid tomó parte en dos películas, Tars and Spars, basada en una rutina de comedia de tiempos de guerra que él había hecho mientras estaba en la guardia costera, y The Guilt of Janet Ames. En 1948, Sid empezó su carrera en la televisión cuando hizo una aparición en Milton Berle's Texaco Star Theater. En 1949 conduce su primera serie Admiral Broadway Revue con Imogene Coca. El programa tuvo un éxito inmediato pero su patrocinador, Admiral Corporation, una compañía de electrodomésticos, no pudo mantener los requerimientos de su nuevo foro de televisión, entonces el programa fue cancelado. En 1951 comenzó a conducir Your Show of Shows también con Imogene Coca. El programa lanzó a Sid hacia un estrellato inmediato y fue una mezcla de comedia escrita e improvisada, parodias de películas y programas de televisión, los inimitables monólogos de doble sentido de Caesar y estrellas musicales invitadas.
Posiblemente el caracterizar al entrenador Calhoun de la High School de Rydell, en 1978 en la exitosa película Grease (Vaselina en México y América Latina) ambientada en los años 50 en donde compartió créditos con John Travolta, Olivia Newton-John, Connie Stevens y donde canta Frankie Avalon y en Grease 2 (Vaselina 2) con Michelle Pfeiffer y Maxwell Caulfield, hizo que fuera conocido por generaciones posteriores.